# Roland Garros 2023
De 122e editie van het Franse grandslamtoernooi Roland Garros 2023 werd gehouden van zondag 28 mei tot en met zondag 11 juni 2023. Voor de vrouwen was het de 116e editie. Het toernooi werd gespeeld in het Roland-Garrosstadion in het 16e arrondissement van Parijs.
Op grond van een beslissing van de gezamenlijke internationale tennisbonden speelden deelnemers uit Rusland en Wit-Rusland zonder hun nationale kenmerken.

## Toernooisamenvatting
- Bij het mannenenkelspel was de Spanjaard Rafael Nadal titelhouder; Nadal verdedigde zijn titel niet. De Serviër Novak Djokovic won zijn derde titel en een record met een 23e grandslamtitel in het mannenenkelspel. Hij is de eerste man met drie titels op alle vier grandslamtoernooien.
- Iga Świątek uit Polen verdedigde met succes haar titel bij het vrouwenenkelspel.
- De Françaises Caroline Garcia en Kristina Mladenovic waren de titelhoudsters in het vrouwendubbelspel. Het recentelijk gevormde duo Hsieh Su-wei en Wang Xinyu won hun eerste titel.
- El Salvadoraan Marcelo Arévalo en Nederlander Jean-Julien Rojer wonnen het mannendubbelspeltoernooi in 2022. De Kroaat Ivan Dodig en de Amerikaan Austin Krajicek wonnen het toernooi.
- Het gemengd dubbelspel werd in 2022 gewonnen door de Japanse Ena Shibahara en Wesley Koolhof uit Nederland. Miyu Kato (Japan) en Tim Pütz (Duitsland) zegevierden op dit toernooi-onderdeel.
- In het rolstoeltoernooi won de Nederlandse Diede de Groot haar achttiende grandslam-enkelspeltitel bij de vrouwen. In een geheel Nederlandse quad-enkelspelfinale[3] won Niels Vink van Sam Schröder.
- Het toernooi trok 633.222 toeschouwers.[4]

### Toernooikalender
| Roland Garros      | mei 2023 | mei 2023 | mei 2023 | mei 2023 | juni 2023 | juni 2023 | juni 2023 | juni 2023 | juni 2023   | juni 2023   | juni 2023    | juni 2023    | juni 2023    | juni 2023 | juni 2023 |
| Roland Garros      | zon 28   | maa 29   | din 30   | woe 31   | don 1     | vrĳ 2     | zat 3     | zon 4     | maa 5       | din 6       | woe 7        | don 8        | vrĳ 9        | zat 10    | zon 11    |
| ------------------ | -------- | -------- | -------- | -------- | --------- | --------- | --------- | --------- | ----------- | ----------- | ------------ | ------------ | ------------ | --------- | --------- |
| mannenenkelspel    | 1e ronde | 1e ronde | 1e ronde | 2e ronde | 2e ronde  | 3e ronde  | 3e ronde  | 4e ronde  | 4e ronde    | kwartfinale | kwartfinale  |              | halve finale |           | finale    |
| vrouwenenkelspel   | 1e ronde | 1e ronde | 1e ronde | 2e ronde | 2e ronde  | 3e ronde  | 3e ronde  | 4e ronde  | 4e ronde    | kwartfinale | kwartfinale  | halve finale |              | finale    |           |
| mannendubbelspel   |          |          | 1e ronde | 1e ronde | 2e ronde  | 2e ronde  | 3e ronde  | 3e ronde  | kwartfinale | kwartfinale |              | halve finale |              | finale    |           |
| vrouwendubbelspel  |          |          |          | 1e ronde | 1e ronde  | 2e ronde  | 2e ronde  | 3e ronde  | 3e ronde    | kwartfinale | kwartfinale  |              | halve finale |           | finale    |
| gemengd dubbelspel |          |          |          | 1e ronde | 1e ronde  | 1e ronde  | 2e ronde  | 2e ronde  | kwartfinale | kwartfinale | halve finale | finale       |              |           |           |

## Enkelspel
|                        |  |                      |
| Winnaar Novak Djokovic |  | Winnares Iga Świątek |

### Mannen
Novak Djokovic won zijn derde titel op Roland Garros.

### Vrouwen
Titelverdedigster Iga Świątek uit Polen won haar vierde grandslamtitel, de derde op Roland Garros.

## Dubbelspel

### Mannen
Marcelo Arévalo (El Salvador) en Jean-Julien Rojer (Nederland) waren de titelverdedigers – zij werden in de kwartfinale uitgeschakeld. Het koppel Ivan Dodig (Kroatië) en Austin Krajicek (VS) won het toernooi.

### Vrouwen
De Françaises Caroline Garcia en Kristina Mladenovic waren de titelhoudsters, maar opereerden sinds een half jaar niet meer als team. Het Aziatische koppel Hsieh Su-wei en Wang Xinyu, dat pas sinds drie weken samenspeelde, won hun eerste gezamenlijke titel.

### Gemengd
In 2022 gingen Ena Shibahara (Japan) en Wesley Koolhof (Nederland) met de titel naar huis. In 2023 werd dit toernooi-onderdeel gewonnen door de Japanse Miyu Kato en Tim Pütz uit Duitsland – voor beiden was dit hun eerste grandslamtitel.

## Kwalificatietoernooi (enkelspel)
Algemene regels – Aan het hoofdtoernooi (enkelspel) doen bij de mannen en vrouwen elk 128 tennissers mee. De 104 beste mannen en 104 beste vrouwen van de wereldranglijst die zich inschrijven worden rechtstreeks toegelaten. Acht mannen en acht vrouwen krijgen van de organisatie een wildcard (zes toegekend door Roland Garros zelf, één door Tennis Australia en één door de United States Tennis Association). Voor de overige ingeschrevenen resteren dan nog zestien plaatsen bij de mannen en zestien plaatsen bij de vrouwen in het hoofdtoernooi – deze plaatsen worden via het kwalificatietoernooi ingevuld. Aan dit kwalificatietoernooi doen nog eens 128 mannen en 128 vrouwen mee.
De kwalificatiewedstrijden vonden plaats van maandag 22 tot en met vrijdag 26 mei 2023.
De volgende deelnemers aan het kwalificatietoernooi wisten zich een plaats te veroveren in de hoofdtabel:

### Mannenenkelspel
- Radu Albot
- Flavio Cobolli
- Aslan Karatsev
- Pedro Martínez
- Hamad Međedović
- Emilio Nava
- Sebastian Ofner
- Genaro Alberto Olivieri
- Lucas Pouille
- Thiago Seyboth Wild
- Shang Juncheng
- Timofej Skatov
- Thiago Agustín Tirante
- Andrea Vavassori
- Elias Ymer
- Giulio Zeppieri

Lucky losers
- Facundo Díaz Acosta
- Yannick Hanfmann
- Jurij Rodionov
- Dominic Stricker

### Vrouwenenkelspel
- Mirra Andrejeva
- Sára Bejlek
- Olga Danilović
- Kayla Day
- Fiona Ferro
- Brenda Fruhvirtová
- Storm Hunter
- Ylena In-Albon
- Dajana Jastremska
- Elizabeth Mandlik
- Arantxa Rus
- Iryna Sjymanovitsj
- Clara Tauson
- Taylor Townsend
- Simona Waltert
- Tamara Zidanšek

Lucky losers
- Erika Andrejeva
- Elina Avanesjan
- Aliona Bolsova
- Nao Hibino
- Viktória Hrunčáková
- Camila Osorio

## Junioren
Meisjesenkelspel

Finale: Alina Kornejeva () won van Lucciana Pérez Alarcón (Peru) met 7-6, 6-3
Meisjesdubbelspel

Finale: Tyra Caterina Grant (VS) en Clervie Ngounoue (VS) wonnen van Alina Kornejeva () en Sara Saito (Japan) met 6-3, 6-2
Jongensenkelspel

Finale: Dino Prižmić (Kroatië) won van Juan Carlos Prado Ángelo (Bolivia) met 6-1, 6-4
Jongensdubbelspel

Finale: Jaroslav Demin () en Rodrigo Pacheco Méndez (Mexico) wonnen van Lorenzo Sciahbasi (Italië) en Gabriele Vulpitta (Italië) met 6-2, 6-3

## Rolstoeltennis
Rolstoelvrouwenenkelspel

Finale: Diede de Groot (Nederland) won van Yui Kamiji (Japan) met 6-2, 6-0
Rolstoelvrouwendubbelspel

Finale: Yui Kamiji (Japan) en Kgothatso Montjane (Zuid-Afrika) wonnen van Diede de Groot (Nederland) en María Florencia Moreno (Argentinië) met 6-2, 6-3
Rolstoelmannenenkelspel

Finale: Tokito Oda (Japan) won van Alfie Hewett (VK) met 6-1, 6-4
Rolstoelmannendubbelspel

Finale: Alfie Hewett (VK) en Gordon Reid (VK) wonnen van Martín de la Puente (Spanje) en Gustavo Fernández (Argentinië) met 7-6, 7-5
Quad-enkelspel

Finale: Niels Vink (Nederland) won van Sam Schröder (Nederland) met 3-6, 6-4, 6-4
Quad-dubbelspel

Finale: Andy Lapthorne (VK) en Donald Ramphadi (Zuid-Afrika) wonnen van Heath Davidson (Australië) en Robert Shaw (Canada) met 1-6, 6-2, [10-3]